# Saint-Charles-sur-Richelieu
Saint-Charles-sur-Richelieu är en kommun i provinsen Québec i Kanada, vars centrum är tätorten (centre de population) Saint-Charles. Den ligger i regionen Montérégie, i den sydöstra delen av landet, 200 km öster om huvudstaden Ottawa. Kommunen bildades 1995 genom sammanslagning av bykommunen Saint-Charles-sur-Richelieu och socknen Saint-Charles.